# Эссе (Кот-д’Ор)
Эссе́ (фр. Essey) — коммуна во Франции, находится в регионе Бургундия. Департамент коммуны — Кот-д’Ор. Входит в состав кантона Пуйи-ан-Осуа. Округ коммуны — Бон.
Код INSEE коммуны — 21251.

## Население
Население коммуны на 2010 год составляло 247 человек.
| 1962 | 1968 | 1975 | 1982 | 1990 | 1999 | 2010 |
| ---- | ---- | ---- | ---- | ---- | ---- | ---- |
| 163  | 166  | 183  | 172  | 122  | 142  | 247  |

## Экономика
В 2010 году среди 152 человек трудоспособного возраста (15—64 лет) 112 были экономически активными, 40 — неактивными (показатель активности — 73,7 %, в 1999 году было 75,0 %). Из 112 активных жителей работали 106 человек (66 мужчин и 40 женщин), безработных было 6 (1 мужчина и 5 женщин). Среди 40 неактивных 13 человек были учениками или студентами, 12 — пенсионерами, 15 были неактивными по другим причинам.